# Fossa marina

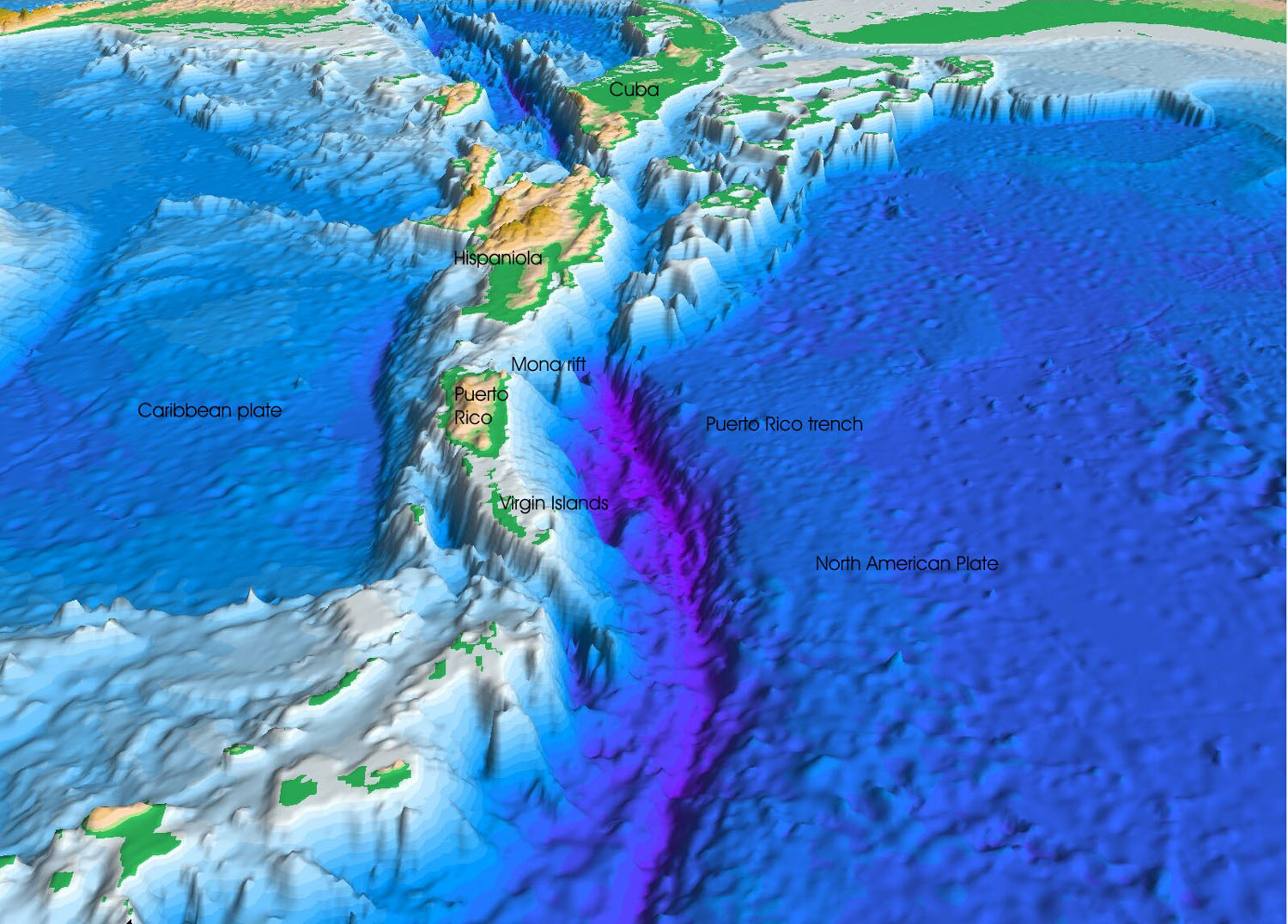
Vista en perspectiva del fons marí al mar Carib i l'oceà Atlàntic. Les petites Antilles es troben a sota, al costat esquerre de la imatge, i la península de Florida a dalt, a la dreta. L'àrea de color morat que hi ha al centre de la imatge és la fossa de Puerto Rico, que constitueix la zona més profunda de l'oceà Atlàntic i el mar Carib.

Una fossa marina és una depressió submarina, llarga, estreta i molt profunda, limitada per marges abruptes. Les màximes profunditats marines són el que s'anomenen fosses marines o fosses oceàniques. Les fosses marines es troben, normalment, a la vora dels grans relleus continentals o de grans arcs d'illes, sovint volcàniques i tenen el seu origen en un procés de subducció d'una placa sota una altra. Representen les cavitats més profundes del fons marí. Les fosses marines ocupen una petita part de la superfície terrestre, aproximadament l'1%, a partir dels 6.200 m de profunditat. Formen part d'una zona particularment inestable de la superfície terrestre, amb una forta intensitat dels sismes i una gran activitat volcànica.
Si bé hi ha fosses marines en tots els oceans, les més profundes es troben sota l'oceà Pacífic, on sis són les fosses que aconsegueixen més de 10.000 m de profunditat. La fossa marina més profunda és la fossa Challenger de la Fossa de les Marianes que mesurada l'1 de juny 2009 pel sonar del RV Kilo Moana va indicar 10.971 metres de profunditat. En aquests llocs submarins, la temperatura de l'aigua és molt baixa, però igualment hi ha una gran varietat de flora i fauna que s'adapta a les condicions de l'ambient.

## Origen
Les fosses marines són producte del moviment de les places tectòniques. Quan les plaques convergeixen, col·lideixen i es desplacen introduint-se una sota l'altra pel procés de subducció que forma la depressió de la superfície donant lloc al fet que el sòl s'enfonsi notablement formant així fosses marines.

## Aigua i biosfera
El volum d'aigua que s'escapa des de dins i per sota de l'avantarc dona lloc a algunes de les interaccions més dinàmiques i complexes de la Terra entre fluids aquosos i roques. La major part d'aquesta aigua queda atrapada en porus i fractures a la litosfera superior i als sediments de la placa subductora. L'avantarc mitjà està soterrat per un volum sòlid de sediment oceànic de 400 m de gruix que entra a la rasa amb un 50-60% de porositat i es van esprement progressivament a mesura que es subdueixen, reduint l'espai buit i forçant els líquids a sortir al llarg de la decol·lecció i pujar cap a l'avantbraç superior, que pot tenir o no un prisma d'acreció.
Els sediments acumulats a l'avantarc són una altra font de líquids, perquè les troba aigua en els minerals hidratats, especialment argiles i òpals. L'augment de la pressió i la temperatura que experimenten els materials subduïts converteix els minerals hidrats en fases més denses que contenen aigua progressivament menys estructuralment lligada. L'aigua alliberada per deshidratació que acompanya les transicions de fase és una altra font de fluids introduïda a la base de la placa principal. Aquests fluids poden viatjar a través del prisma d'acreció de manera difusa, a través d'espais de porus interconnectats als sediments, o poden seguir canals discrets al llarg de les falles. Els llocs de ventilació poden adoptar la forma de volcans de fang o filtracions i sovint s'associen a comunitats quimiosintètiques. Els fluids que s'escapen de les parts més superficials d'una zona de subducció també poden escapar al llarg del límit de la placa, però poques vegades s'han observat que drenaven al llarg de l'eix de la rasa. Tots aquests fluids estan dominats per l'aigua, però també contenen ions dissolts i molècules orgàniques, especialment metà. El metà és sovint segrestat en forma de gel (clatrat de metà, també anomenat hidrat de gas) a l'avantarc. Es tracta d'una font d'energia potencial i es pot descompondre ràpidament. La desestabilització dels hidrats de gas ha contribuït a l'escalfament global en el passat i probablement ho farà en el futur.

## Factors que afecten la profunditat
Diversos factors controlen la profunditat de les rases, el més important és l'aportació de sediment, que omple la rasa. Les trinxeres més profundes (més de 8.000 m) son totes no acrecionàries. En canvi, totes les trinxeres amb prismes d’acreció creixents tenen una profunditat inferior als 8.000 m. La major part dels sediments en les conques dels arcs insulars, i els sediments a les fosses consisteixen en conglomerats d'aigües profundes, turbidita i sediments pelàgics.
Un segon factor de control sobre la profunditat de la rasa és l'edat de la litosfera en el moment de la subducció, perquè la litosfera oceànica es refreda i s'espesseix a mesura que envelleix, disminueix. Com més antic és el fons marí, més profund es troba i això determina la profunditat mínima a partir de la qual comença a baixar el fons marí. Aquesta correlació evident es pot eliminar mirant la profunditat relativa, la diferència entre la profunditat regional del fons marí i la profunditat màxima de la rasa. La profunditat relativa pot estar controlada per l'edat de la litosfera a la rasa, la taxa de convergència i la caiguda de la llosa subduïda a profunditats intermèdies. Finalment, les plaques estretes poden enfonsar-se i retrocedir més ràpidament que les plaques amples, perquè és més fàcil que l’astenosfera subjacent flueixi al voltant de les vores de la placa que s'enfonsa. Aquestes plaques poden tenir baixades pronunciades a profunditats relativament poc profundes i, per tant, poden estar associades a trinxeres inusualment profundes, com la Fossa Challenger.

## Fosses notables
Entre les zones abissals més profundes hi ha:
- Fossa de les Marianes: 10.971 m. la més profunda de la Terra.[16][17]
- Fossa de Tonga: 10.822 m.[18]

- Fossa de les Kurils: 10.542 m.[19][20]
- Fossa de les Filipines: 10.475 m.[21][22][23]
- Fossa Bonin: 10.375 m.[24]
- Fossa del Japó: 10.374 m.[25][26][27][28]
- Fossa de Kermadec: 10.047 m.[29]
- Fossa de Guam: 9.636 m.[30]
- Fossa de Salomó: 9.140 m.[31]
- Fossa de Puerto Rico: 8.380 m.[32]
- Fossa de les Sandwich del Sud: 8.264 m.[33]
- Fossa de les Aleutianes: 7.679 m.[34]